# 빅토리앙 앙반
베캉티 빅토리앙 앙반(Bekanty Victorien Angban, 1996년 9월 29일 ~ )는 코트디부아르의 축구 선수다. 포지션은 미드필더이며, 현재 러시아 프리미어리그의 PFC 소치 소속이다.